# Contratto di lavoro (ordinamento italiano)
Il contratto di lavoro, nel diritto del lavoro italiano, è un tipo di contratto a prestazioni corrispettive, stipulato tra un datore di lavoro (persona fisica, giuridica o ente dotato di soggettività) e un lavoratore (necessariamente persona fisica) per la costituzione di un rapporto di lavoro subordinato, in cui il primo è tenuto a corrispondere al secondo una retribuzione, e il secondo è tenuto a rendere una prestazione lavorativa subordinata in favore del primo.

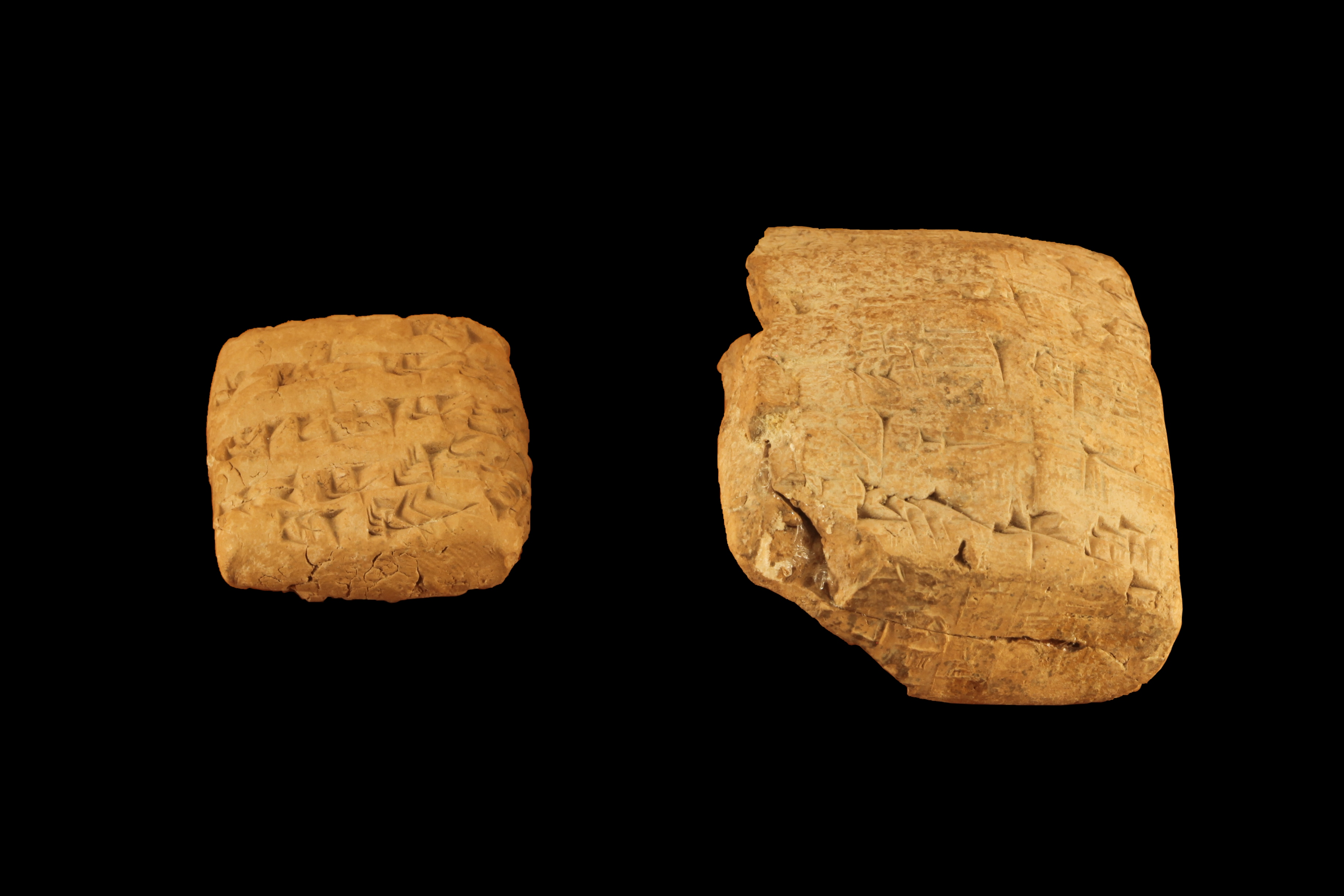
Un'antica iscrizione cuneiforme contenente un contratto di lavoro.

## Evoluzione storica
Il codice civile italiano non conteneva una specifica disciplina ma solo quella relativa al contratto in generale; limitandosi ad affermare all'art. 2094 gli obblighi di un "prestatore di lavoro subordinato". L'art. 1 della legge 18 aprile 1962, n. 230, prevedeva la presunzione della durata di un contratto di lavoro a tempo indeterminato, contemplando tuttavia la possibilità di stipularne anche a tempo determinato solo in certe ipotesi previste dalla stessa legge, diverse innovazioni in tema di contratti di lavoro sono state introdotte a partire dagli anni 1990, con le norme del pacchetto Treu nel 1997 prima e con la legge Biagi del 2003. 
In seguito Tito Boeri nel 2008 suggerì l'introduzione di un "contratto unico di inserimento" a tempo indeterminato a tutele progressive recepite dal disegno di legge presentato da Paolo Nerozzi nel 2010: 6 mesi di prova con libertà di licenziare senza preavviso e indennizzo, da 6 mesi a 3 anni un periodi di inserimento con l'obbligo di formazione, il licenziamento con preavviso di un mese e tutela reale con un'indennità pari a due settimane per ogni trimestre di lavoro e nullità dei licenziamenti discriminatori o lesivi di diritti fondamentali, e infine l'applicazione della tutela reale oltre i tre anni. Tutti i contratti di lavoro esistenti non sarebbero dovuti soppressi, ma dovrebbero adeguarsi alle novità introdotte.. Il nuovo schema si rivelava tuttavia rispetto alla legge attuale che prevede il pagamento di tutte le mensilità, ben superiore a 6 mensilità, fino allo scadenza del contratto a tempo determinato, recesso dal datore prima del termine contrattuale, e contestualmente la conversione a tempo indeterminato di tutte le forme contrattuali che nascondano rapporti di lavoro dipendente.
Significative innovazioni sono state poi apportate dalla riforma del lavoro Fornero del 2012 e con l'emanazione del Jobs Act del governo Renzi, tra il 2014 ed il 2015. Tali norme, pur ribadendo che il contratto a tempo indeterminato costituisca la forma comune del rapporto di lavoro, hanno introdotto importanti novità; come ad esempio il d.lgs. 4 marzo 2015, n. 23 che ha introdotto e normato il contratto a tempo indeterminato a tutele crescenti.

## Descrizione generale
È un contratto in virtù del quale il lavoratore è obbligato a lavorare al servizio del datore di lavoro (lavoro dipendente o subordinato) ed il datore di lavoro a pagare una retribuzione stabilita a tempo o a cottimo, oltre che una quota di contributi previdenziali. In assenza di regolare contratto di lavoro registrato tra le parti si parla di lavoro nero.
Si configura come un contratto tipico e nominato (cioè individuato e disciplinato dalla legge), bilaterale, sinallagmatico e normalmente oneroso, essendo tuttavia possibile, seppur raramente, che la prestazione lavorativa sia resa a titolo gratuito ove vi siano vincoli tali di solidarietà, comunanza di ideologia ecc. da consentirlo. Ad esempio, si presume gratuito il lavoro prestato nella famiglia o nell'impresa familiare, salvo il diritto al mantenimento e alla partecipazione agli utili (art. 230 bis c.c.).
Il contratto di lavoro individuale può prevedere clausole che indicano giuste cause o giustificati motivi di recesso, oltre a quelli tipizzati nell'eventuale contratto collettivo di riferimento, e da questo non esplicitamente vietate.

## Tipologie previste
Il contratto di lavoro subordinato è di norma a tempo indeterminato, ma, ove ricorrano determinate condizioni di legge, può prevedere anche l'apposizione di un termine finale della durata, e in tal caso si parla di contratto di lavoro a tempo determinato.
Un particolare tipo di contratto a termine era il contratto a progetto, caratterizzato però da parasubordinazione e strettamente legato, quanto alla durata, alla realizzazione di uno specifico progetto.
In base alla durata dell'orario di lavoro, invece, il contratto di lavoro subordinato può essere anche a tempo parziale (o part-time). In tal caso la durata dell'orario di lavoro giornaliero o settimanale è inferiore all'orario pieno previsto dalla legge o dal contratto collettivo di riferimento.

## Gli elementi principali

### Le parti
Il contratto di lavoro dipendente si costituisce attraverso il consenso delle parti (accordo). In precedenza la legge stabiliva in 15 anni, età abbassata a 14 per date attività, come le agricole, ed elevata a 16 per certi lavori pesanti o pericolosi, l'età minima per l'inizio dell'attività lavorativa.
La capacità giuridica, necessaria per stipulare validamente un contratto di lavoro da parte del prestatore si acquista al raggiungimento dell'età minima per l'ammissione al lavoro, elevata dal 1º gennaio 2007 dalla legge finanziaria 2007, del 27 dicembre 2006 n. 296, art. 1 comma 622, al compimento del 16º anno di età. (caso del minore emancipato) sebbene la riforma Gelmini del 2008 preveda che l'obbligo scolastico possa finire a 15 anni.

### La causa
La causa del contratto di lavoro è lo scambio tra il lavoro (intellettuale o manuale) prestato in posizione subordinata e la retribuzione. Dal contratto derivano pertanto due obbligazioni speculari: quella del datore di lavoro di corrispondere la retribuzione dovuta, e quella del lavoratore subordinato di prestare la propria opera "alle dipendenze e sotto la direzione" del datore (art. 2094 c.c.).
La dottrina oggi prevalente collega alla causa del contratto anche l'obbligo del datore di fornire un ambiente di lavoro sicuro. L'obbligo di sicurezza, sebbene imposto dalla legge (art. 2087 c.c.; d.lgs. 81/08), viene così configurato come una precisa obbligazione contrattuale posta in capo al datore di lavoro.

### La forma
L'ordinamento italiano non prevede una particolare forma per il contratto di lavoro, che può pertanto essere concluso anche oralmente o per atti concludenti alla luce del principio generale di libertà della forma. La forma scritta può tuttavia essere imposta dalla contrattazione collettiva o dalla legge. Per previsione di legge sono ad esempio necessarie particolari forme nei seguenti casi:
- Per l'arruolamento di personale marittimo: è necessario l'atto pubblico a pena di nullità;
- Per il contratto del personale dell'aria: è necessaria la forma scritta (vincolo probatorio);
- Per il contratto di lavoro sportivo: è imposta la forma scritta a pena di nullità;
- Per il contratto di lavoro a tempo determinato: è previsto che il termine risulti apposto per iscritto (se non si rispetta la forma, il rapporto si intende a tempo indeterminato);
- Patto di prova e patto di non concorrenza: è necessaria la forma scritta, altrimenti si considerano come non apposti. Essa è imposta inoltre, seppur indirettamente, da altre norme, che di fatto la rendono indispensabile per assolvere a vari obblighi che il legislatore pone in capo al datore di lavoro a pena di sanzioni amministrative. A titolo di esempio si ricordano:
- l'obbligo di consegnare al lavoratore, ai sensi del d.lgs. n. 152/1997 art. 1, della legge n. 608/1996, della legge n. 133/2008, al momento dell'assunzione, un documento riportante generalità del datore di lavoro e del lavoratore, la durata delle ferie, la periodicità della retribuzione, il termine di preavviso per il licenziamento e la durata normale giornaliera o settimanale di lavoro, oppure il copia del contratto di lavoro o ancora copia della comunicazione obbligatoria di assunzione.
- l'obbligo del datore di lavoro di effettuare comunicazioni obbligatorie per il tramite dei servizi telematici del Ministero del lavoro e delle politiche sociali che ha sostituito la comunicazione dal 1º marzo 2008 ai Centri per l'impiego, almeno un giorno prima antecedentemente l'assunzione, il contenuto del contratto.

Ai sensi dell'art. 36-bis del decreto-legge 4 luglio 2006, n. 223 - convertito in legge 4 agosto 2006, n. 248 - in caso di assenza di comunicazioni e di contratto il lavoratore viene considerato irregolare a pena di sanzioni amministrative.
Dal punto di vista documentato il contratto si materializza nella lettera di assunzione, distinta dalla lettera di impegno all'assunzione che facoltativamente può essere predisposta dal potenziale datore di lavoro nella precedente fase di selezione. Nel caso di prestatori d'opera la lettera di incarico, predisposta dal committente, riveste la medesima funzione (provare per iscritto il contratto di lavoro).

### L'oggetto
L'oggetto del contratto di lavoro è costituito dalla prestazione lavorativa (manuale o intellettuale) e dalla retribuzione che il datore di lavoro ha l'obbligo di corrispondere come controprestazione. La concreta prestazione lavorativa è determinata contrattualmente, nel senso che il lavoratore deve essere adibito alle mansioni per le quali è stato assunto, mansioni che vengono specificate nella lettera di assunzione. L'oggetto del contratto, oltre ad essere determinato o determinabile, deve altresì essere lecito e possibile (artt. 1346 c.c.), pena la nullità del contratto (art. 1418 c.c.). La prestazione dedotta in contratto non può quindi risolversi in un'attività impossibile (di fatto o di diritto), né può porsi in contrasto con norme imperative, con l'ordine pubblico o con il buon costume.
Quanto alla retribuzione, essa è normalmente quantificata, direttamente o indirettamente, dal contratto collettivo di lavoro di settore. L'art. 37 della Costituzione pone il divieto di discriminazione nei confronti di lavoratrici donne e lavoratori minori, stabilendo che, a parità di lavoro, spetti a questi soggetti la medesima retribuzione dei lavoratori adulti di sesso maschile.

### Obbligo di fedeltà
In base alla legge (art. 2105 c.c.), il lavoratore non deve trattare affari, per sé o per altri, in concorrenza con il datore di lavoro, né divulgare informazioni che possano pregiudicarne l'attività. La legge (art. 2125 c.c.) consente inoltre al datore di lavoro di tutelarsi anche dopo la cessazione del rapporto di lavoro, prevedendo la possibilità di stipulare con il lavoratore un apposito patto di non concorrenza, in forza del quale il datore di lavoro si obbliga a corrispondere una somma di denaro al lavoratore e questi, a sua volta, si obbliga a non svolgere attività concorrenziale con quella del proprio datore una volta cessato il rapporto.
Il patto di non concorrenza può essere perfezionato sia all'atto della stipula del contratto di lavoro, sia nel corso del rapporto, sia, infine, al momento della sua cessazione. Il patto di non concorrenza deve, a pena di nullità, risultare da atto scritto (tale forma è qui prevista ad substantiam) e prevedere un corrispettivo in favore del lavoratore (nell'ipotesi in cui il corrispettivo sia irrisorio o troppo modesto rispetto al sacrificio imposto al lavoratore il patto sarà comunque nullo). Devono, inoltre, sempre a pena di nullità, essere indicati limiti di oggetto, di tempo e di luogo, previsti non come alternativi tra loro. La durata massima del patto di non concorrenza è stabilita dalla legge in cinque anni per i dirigenti ed in tre per gli altri prestatori di lavoro (quadri, impiegati e operai). Nel caso in cui venga pattuita una durata maggiore, o non sia stabilita affatto, questa si intende fissata nella misura prevista dalla legge compito di tecnologia. 

### Patto di non concorrenza
È una clausola contrattuale che può essere introdotta di comune accordo fra datore e prestatore di lavoro secondo la legge italiana.  
Limita la facoltà del prestatore di lavoro di svolgere attività professionali in concorrenza con l'azienda, a seguito di una cessazione del rapporto di lavoro.

## Periodo di prova
Il contratto di lavoro può prevedere un periodo di prova, durante il quale ciascuna parte può recedere senza obbligo di preavviso. La legge richiede la forma scritta, in difetto della quale il patto si ha per non apposto. Oggetto del patto è la verifica delle capacità professionali e della personalità del lavoratore. In capo al datore di lavoro è posto l'obbligo di permettere l'effettivo svolgimento della prova.

### Durata
La durata del patto è stabilita dal contratto collettivo, che solitamente pone il limite di 6 mesi. A prescindere dalle previsioni del contratto collettivo, dopo i 6 mesi risulta applicabile la generale disciplina di tutela contro i licenziamenti illegittimi.

### Recesso
Durante il periodo di prova non trova applicazione la disciplina sui licenziamenti: il recesso è discrezionale, e non deve essere motivato. Va però precisato che l'unica ragione per cui si può licenziare è il mancato superamento della prova. Di conseguenza, il licenziamento è illegittimo se il datore non ha consentito l'esecuzione della prova o se ha licenziato per una ragione discriminatoria. La legge prevede un triplice regime in caso di licenziamento illegittimo intimato durante il periodo di prova:
- nel caso di recesso invalido in un normale rapporto di prova, ad esempio per l'incongruità del periodo, è previsto il solo risarcimento;
- nel caso di recesso invalido da un rapporto di prova con l'avviato obbligatoriamente ex l. 482/68, è prevista la reintegrazione nel posto di lavoro qualora l'esperimento non sia stato effettuato “con mansioni confacenti alla menomazione dell'invalido”.
- nel caso di recesso nullo per motivo discriminatorio, opera la legge 11 maggio 1990, n. 108, ed è quindi stabilito l'obbligo di reintegrazione nel posto di lavoro ex art. 18 St.lav.

Il periodo di prova è calcolato come periodo di lavoro effettivo e se il rapporto si trasformi in rapporto a tempo indeterminato al prestatore saranno dovuti anche i contributi previdenziali (non si calcolano ferie, malattie, ecc.).

## La contrattazione collettiva
I contratti collettivi nazionali contengono le declaratorie professionali, che definiscono la mansione di lavoro corrispondente a ciascun livello contrattuale. Il lavoratore può presentare ricorso per assicurare la corrispondenza fra mansione effettivamente svolta, livello contrattuale e retribuzione. Il giudice del lavoro può ordinare il riconoscimento di un livello contrattuale, e relativa retribuzione, pertinente con la mansione che il lavoratore svolge, e degli arretrati di stipendio (fra il vecchio e il nuovo livello, più favorevole) a partire dalla data in cui si accerta che il dipendente ha iniziato a prestare effettivamente tale mansione. Viceversa, se si accerta che il lavoratore è adibito a mansioni inferiori a quelle per le quali è stato assunto o al suo ultimo livello contrattuale, il giudice può ordinare il ripristino della precedente mansione, e disporre un risarcimento per il danno biologico, di immagine e patrimoniale derivanti dal demansionamento.
Il livello contrattuale delimita la responsabilità acquisita e una diversa retribuzione e compiti, questo livello a seconda della categoria lavorativa varia sia come variazione che di nominazione (Lettere o numeri, o lettere e numeri), inoltre ha anche un'influenza regionale. Ad ogni livello contrattuale è associato un minimo tabellare. Il salario lordo del lavoratore non può essere inferiore ai minimi tabellari stabiliti per il proprio livello contrattuale.

## La tutela giurisdizionale
Ai sensi del d.lgs. 10 settembre 2003, n. 276, dietro richiesta del datore di lavoro e del lavoratore, il contratto di lavoro può essere certificato davanti alle commissioni istituite presso le provincie e le direzioni territoriali del tavoro o enti bilaterali, con i relativi effetti civili, amministrativi, previdenziali e/o fiscali. La procedura è interamente scritta, può eventualmente prevedere audizioni, sopralluoghi, integrazioni documentali, se richiesti dall'organo di certificazione. Se certificato, il contratto di lavoro da semplice scrittura privata assume maggiore forza di atto amministrativo, in quanto stipulato alla presenza di entrambe le parti contraenti, si tratta di un certificato, emesso non da un singolo pubblico ufficiale, ma da una commissione che rappresenta tutte le amministrazioni coinvolte dagli effetti giuridici di tale contratto. Il contratto è opponibile dalle parti contraenti, da INPS e INAIL. La certificazione tutela maggiormente le parti contraenti e, nella relazione che accompagna la legge istitutiva, ha dichiaratamente lo scopo di ridurre il contenzioso giuslavoristico:
- fornendo un atto di certificazione che pone il contratto di lavoro quale documento fondamentale di riferimento in sede di contenzioso, e un ulteriore documento che dovrebbe agevolare l'interpretazione del giudice;
- riducendo le casistiche di ricorso al giudice del lavoro. La certificazione specifica il foro competente e i termini per presentare ricorso, che possono differire dal giudice del lavoro competente per zona.

Previo tentativo obbligatorio di conciliazione presso l'organo di certificazione, il giudice del lavoro può sempre essere adito dalla parti o da terzi per:
- - erronea qualificazione del rapporto;
  - difformità tra quanto dichiarato e quanto posto in essere;
  - vizio di consenso.

Il comportamento tenuto dalle parti davanti alla commissione di certificazione (anche in sede di conciliazione), può essere valutatodal giudice del lavoro (art. 80, comma 3).
In merito al processo del lavoro, la legge 4 novembre 2010 n. 183 all'art. 30, stabilisce la centralità e il valore vincolante dei contratti di lavoro e della certificazione, che vengono estesi alla generalità degli attori, inclusi i giudici del lavoro, e dei possibili ambiti di intervento, tutti contenziosi in materia di lavoro. Secondo la norma, dopo i contratti collettivi, il contratto individuale e la certificazione sono le principali fonti di cui tutte le parti e il giudice del lavoro devono tenere conto, si rafforza il loro valore vincolante anche nei confronti del giudice (comma 2), si afferma che la certificazione ha valore vincolante non più solamente per la qualificazione dei contratti, ma per qualsiasi contenzioso in materia di lavoro.  La nuova norma prevede che il giudice del lavoro non possa discostarsi da quanto concordato fra le parti, che il controllo giudiziale si limiti all'accertamento del presupposto di legittimità, e non possano essere estese al sindacato di merito delle motivazioni tecniche, organizzative e produttive che motivano l'atto di licenziamento.